# San Juan-Laventille
San Juan-Laventille (Anhörenⓘ) ist eine Region und Verwaltungseinheit auf Trinidad in Trinidad und Tobago.

## Geographie
San Juan-Laventille liegt im Nordwesten von Trinidad. Im Westen grenzt es an Diego Martin, im Südwesten an Port of Spain und den Golf von Paria, im Süden an Chaguanas und im Osten an Tunapuna-Piarco. Im Norden grenzt San Juan-Laventille an das karibische Meer.
Die Insel Trinidad ist administrativ in zwei cities, fünf boroughs und sieben Regionen unterteilt. Von den Regionen ist San Juan-Laventille die kleinste. Da es jedoch im Süden Teile der Hauptstadt-Agglomeration East-West Corridor umfasst, ist es gleichzeitig eine der bevölkerungsreichsten Regionen. Der nördliche Teil wird durch die bevölkerungsarme und teils unerschlossene und schwer zugängliche Northern Range dominiert. Die kleinste administrative Einheit in Trinidad und Tobago ist die community, vergleichbar einer deutschen Ortslage. San Juan-Laventille ist in 41 solcher communities unterteilt:
- Lady Chancellor
- St. Anns
- Picton
- Upper Belmont
- St. Barbs
- Eastern Quarry
- El Socorro
- El Socorro Extension
- Barataria
- San Juan
- Aranguez
- Laventille
- Morvant
- Cascade
- Mon Repos
- Malick
- Petit Bourg
- Beetham Estate
- Gran Curucaye
- Cantaro Village
- Maracas
- Mt. Lambert
- Mt. Hope
- Romain Lands
- Marie Road
- Never Dirty
- Febeau Village
- Lower Santa Cruz
- La Canoa
- Santa Cruz
- Sam Boucaud
- Soconusco
- La Pastora
- Petit Curucaye
- Mount D'or
- Maracas Bay
- Las Cuevas
- Bamboo Grove
- Blanchisseuse
- Bejucal
- Champs Fleurs

Wichtige Städte in San Juan-Laventille sind:
- San Juan (44.230 Einwohner)
- Morvant (22.742)
- Laventille (21.454)
- Barataria (18.299)
- St. Joseph (14.376)
- Santa Cruz (12.521)
- Champs Fleurs (8310)

Trinidads bekanntester Strand Maracas Beach liegt im Gebiet von San-Juan-Laventille.

## Geschichte
Bis 1990 war Trinidad in Countys unterteilt. Im Rahmen einer Verwaltungsreform (Municipal Corporations Act No. 21) wurden 1990 sämtliche Countys aufgelöst und neue Verwaltungseinheiten geschaffen. Aus Teilen der Countys Saint George und Caroni wurde San Juan-Laventille. Administriert wird die Region von der Gebietskörperschaft San Juan-Laventille Regional Corporation. Verwaltungssitz ist San Juan.

## Wirtschaft

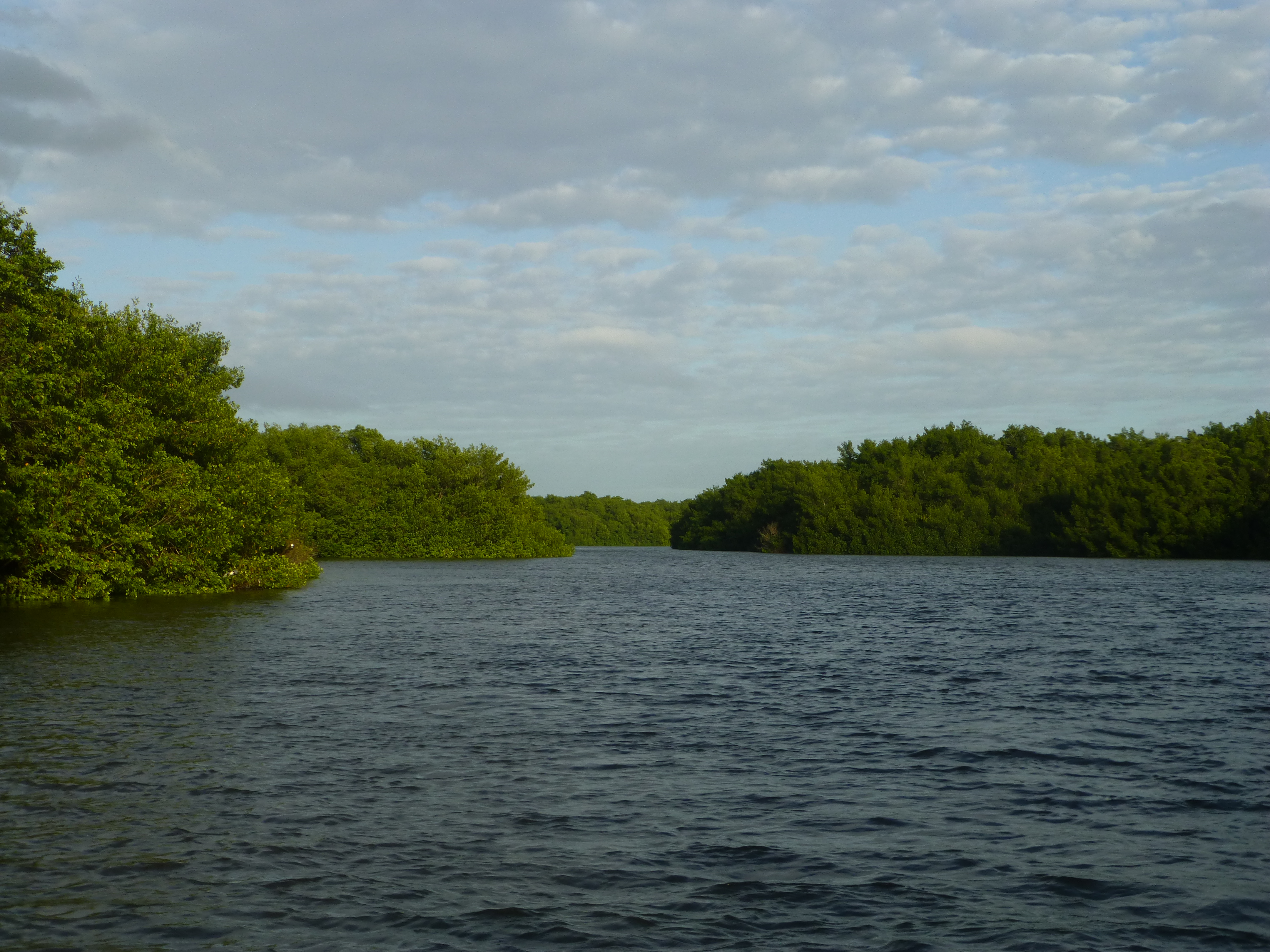
Caroni Swamp

Da San Juan-Laventille Teile des East-West Corridor umfasst, wird ein gewichtiger Teil von Trinidads Wirtschaftsleistung hier erbracht. Es gibt viele Betriebe der Nahrungsmittel- und Leichtindustrie für den lokalen Bedarf und die Versorgung der Nachbarinseln, unter anderem die Getränkehersteller Solo Beverages und Carib Brewery. Der Dienstleistungssektor ist geprägt von Finanzdienstleistern wie Banken, Versicherungen sowie von vielen Groß- und Einzelhandelsbetrieben. Bedingt durch die Entwässerung der Northern Range nach Süden ist der Boden entlang des East-West Corridor sehr fruchtbar, so dass sich am Rande der Agglomeration zahlreiche landwirtschaftliche Betriebe angesiedelt haben. An der Nordküste sowie im Süden gelegenen Caroni Swamp ist in geringem Ausmaß Tourismus ein Wirtschaftsfaktor. Ein Campus der University of the West Indies befindet sich in St. Augustine.

## Verkehr
Der Piarco International Airport liegt zehn Kilometer östlich in der Region Tunapuna-Piarco. San Juan-Laventille liegt an den beiden wichtigsten Verkehrsachsen des Landes: dem East-West Corridor mit den Schnellstraßen Churchill Roosevelt Highway und Eastern Main Road, die parallel zueinander von Port of Spain bis Valencia führen, und dem Uriah Butler Highway zwischen Port of Spain und Chaguanas, der wichtigsten Nord-Süd-Achse. Sowohl die beiden Highways als auch die Eastern Main Road sind notorisch verstopft. Schienenverkehr, der auch das Gebiet des heutigen San Juan-Laventille erschloss, gab es in Trinidad nur bis 1968.